# Толанд, Джон
Джон То́ланд (англ. John Toland; 30 ноября 1670, Арда, Северная Ирландия — 11 марта 1722, Уондсуэрт, Лондон, Великобритания) — ирландский философ.

## Биография
Толанд родился в католической семье. Он был незаконнорождённым сыном ирландского католического священника и был воспитан в принципах католической церкви. Но уже к 20 годам Толанд перешёл в англиканство. В 1687—1695 годах он обучался философии, теологии и европейским языкам в университетах Шотландии, Голландии и Англии (в Эдинбурге, Глазго, Лейдене и Оксфорде).
Широкую известность Толанду принесла книга «Христианство без тайн...» (1696), изданная им анонимно. В результате его книга, скандальная для того времени, была осуждена в 1697 году на публичное сожжение. Самому же философу пришлось спасаться бегством от угрозы тюремного заключения. Он много путешествовал. В 1701 — 1702 годах Толанд побывал в Германии. Сначала он посетил Ганновер, а затем, по приглашению прусской королевы Софии Шарлотты, увлекавшейся философией, некоторое время жил в Берлине. Беседы с королевой, а впоследствии и переписка с ней послужили Толанду основой для написания его наиболее выдающегося произведения «Письма к Серене» (1704). В 1707—1710 годах Толанд снова путешествует по Европе. Он посещает Германию, Вену, Прагу, Голландию.
Возвратившись в Англию, Толанд поселяется в местечке Ипсом, где живёт до 1718 года, занимаясь литературной деятельностью. В эти годы выходят его работы «Адеисидемон...» (1708), «Соображения по натурализации иудеев» (1714), «Назарянин...» (1718).
Оказавшись в тяжёлом материальном положении, Толанд продаёт дом и поселяется в семье сельского плотника в местечке Путней. Свои последние работы «Тетрадимус», «Клидофорус» и «Пантеистикон» Толанд публикует в 1720 году. Толанд был первым философом Нового времени, посвятившим Гипатии Александрийской (убитой религиозными фанатиками в 415 году) специальное сочинение — «Гипатия...» (3-я часть «Тетрадимуса»).
Умер Толанд в жестокой нужде.

## Воззрения
Основные идеи Толанда, оказавшие влияние на развитие английского и французского материализма XVIII в., связаны с доказательством единства материи и движения, признанием движения существенным свойством материи. Обосновывая мысль о всеобщей активности материи, мыслитель рисует впечатляющую картину беспрерывного движения «мировой материи», извечного круговорота природы, постоянного созидания и разрушения, возникновения и уничтожения явлений и предметов внешнего мира.
Отвергнув представление о пространстве и времени как самостоятельных сущностях, отличных от материи и независимых от неё, Толанд настаивал на неразрывной связи пространства и времени с материей и движением. Он решительно утверждал идею вечности и бесконечности Вселенной.
Мышление Толанд рассматривал в связи с деятельностью мозга, считал его «особенным движением» мозга как «специального органа этой способности». Очень жёстко он критиковал религию и церковь с точки зрения материализма, однако полностью атеистическую позицию считал, как и многие мыслители того времени, безнравственной. Толанд также был первым в Англии последовательным критиком антисемитизма и защитником идеи коллективной иммиграции евреев на Британские острова.
Толанд стал разработчиком понятия «пантеист». Этот термин он первым употребил на английском языке ещё в 1705 году и развил его в одной из последних работ — «Пантеистикон». Говоря о пантеистах, он и себя причисляет к ним, несколько раз повторяя слово «наши» — «наши единомышленники понимают…», «наши признают…».

### Исследования и справочные статьи
- Богомолов А. С. Толанд Дж. // Философский словарь. / Под ред. И. Т. Фролова. — 7-е изд, перераб. и доп. — М.: Республика, 2001. — С. 571.
- Быховский Б. Лидер английского деизма: [Филос. воззрения Дж. Толанда] // Наука и религия. — 1981. — № 9. — С. 28—30.
- Виноградов Н. Д. Джон Толанд и его философско-религиозные взгляды / Н. Виноградов // Вопр. философии и психологии. — М., 1913. — Кн. 120 (V). — С. 420—438; 2014. — Кн. 121 (I). — С. 47—63.
- Гордон Г. Толанд Дж. // Энциклопедический словарь. — Т. 41, ч. VIII: Течения морские — Торс. — 7-е изд. — М.: Рус. библиогр. ин-т Гранат, 1927. — Стб. 275—278.
- Деборин А. М. Английский деизм и «вольнодумцы». Джон Толанд // Деборин А. М. Социально-политические учения Нового времени. — М., 1958. — Т. I.
- Деборин А. М. Предисловие редактора // Толанд Дж. Избранные сочинения. — М.; Л.: Госиздат, 1927. — С. III—LXVI.
- Джохадзе Д. В. Джон Толанд // История диалектики, XIV—XVIII вв. — М. Мысль, Глав. ред. соц.-экон. лит., 1974. — С. 176—184
- История диалектики, XIV—XVIII вв. / Авт. Т. И. Ойзерман и др. — М.: Мысль, Глав. ред. соц.-экон. лит., 1974. — Дж. Толанд: С. 26, 97, 115, 176—184, 306—308, 310, 347 (указ.).
- Коровин В. Ф. Джон Толанд // Новая философская энциклопедия. — Т. 4: Т — Я. — М.: Мысль, 2010. — С. 75.
- Коровин В. Ф. «Письма к Серене» // Новая философская энциклопедия. — Т. 3: Н — С. — М.: Мысль, 2010. — С. 235—236.
- Кузнецов В. И., Мееровский Б. В., Грязнов А. Ф. Западноевропейская философия XVIII века: Учеб. пособие для студентов' филос. фак. ун-тов. — М.: Высш. шк., 1986. — 400 с. — Толанд: С. 11—26.
- Мееровский Б. В. Джон Толанд. — М.: Мысль, Ред. филос. лит., 1979. — 190 с. — (Мыслители пошлого).
- Мееровский Б. В. Из истории английского материализма и свободомыслия: [С публ. раздела «О разуме» из трактата Дж. Толанда «Христианство без тайн», изд. в Лондоне в 1969 г.] // Науч. докл. высш. шк. Филос. науки. — 1976. — № 2. — С. 123—125.
- Мееровский Б. В. Свободомыслие Д. Локка, Д. Толанда и А. Коллинза // Английское свободомыслие: Д. Локк, Д. Толанд, А. Коллинз. — М.: Мысль, 1981. — С. 5—23.
- Мееровский Б. В. Толанд Дж. // Большая советская энциклопедия. — Т. 26: Тихоходки — Ульяново. — 3-е изд. — М.: Сов. энцикл., 197.. — С. 44.
- Недзельский Ф. В. Толанд о делимости материи // Некоторые философские проблемы естествознания: (Материалы к итогов. заседаниям секции физики 9 и 10 июня 1969 г.). — М.: [Изд-во Моск. ун-та], 1969.
- Попова-Сурьянинова В. А. Библиография: [Произведения Толанда. Лит-ра о Толанде] // Толанд Дж. Избранные сочинения. — М.; Л.: Госиздат, 1927. — С. 186—189.
- Р[адлов] Э. [Л.] Толанд Дж. / Э. Р.[...] // Энциклопедический словарь. — Т. XXXIII: Термич. ощущения — Томбази. — СПб.: Изд. Ф. А. Брокгауз, И. А. Ефрон, 1901. — С. 428—429.
- Реале Дж., Антисери Д. Западная философия от истоков до наших дней. — Т. 3: От Возрождения до Канта. — СПб.: Пневма, 2002. — Дж. Толанд: С. 476, 598, 706—709, 717, 867 (указ.).
- Салимова К. И. Материализм Джона Толанда // Вопр. философии. — 1956. — № 1. — С. 104—116.
- Салимова К. И. Философские взгляды Джона Толанда: Автореф. дис. ... к. филос. н. — М.: Моск. гос. ун-т, 1953. — 15 с.
- Семенов Ю. В. Толанд Дж. // Философская энциклопедия. — Т. 5: Сигнал. системы — Яшты. Указ. — М.: Сов. энцикл., 1970. — С. 242.
- Толанд Дж. // Атеистический словарь. — 2-е изд., испр. и доп. — М.: Политиздат, 1985. — С. 446.
- Толанд Дж. // Большая советская энциклопедия. — Т. 54: Телецк. озеро — Трихофития. — [1-е изд.] — М.: Сов. энцикл.; ОГИЗ СССР, 1946. — Стб. 433—435.
- Толанд Дж. // Большая советская энциклопедия. — Т. 42: Татары — Топрик. — 2-е изд. — М.: Большая сов. энцикл., 1956. — С. 569.
- Толанд Дж. // Большая энциклопедия: Словарь общедоступ. знаний... — Т. 18: Статистика — Ундозеро / Под ред. С. Н. Южакова. — СПб.: Просвещение, [1905]. — С. 476.
- Толанд Дж. // Мень А. В., прот. Библиологический словарь. — Т. 3: Р — Я. — М.: Фонд им. А. Меня, 2002. — С. 248—249.
- Толанд Дж. // Таранов П. С. 120 философов: Жизнь. Судьба. Учение. Мысли: Универал. аналит. справочн. по истории философии. — Симферополь: Реноме, 2005. — Т. II. — С. 255—268.
- Толанд Дж. // Таранов П. С. 150 мудрецов и философов: Жизнь. Судьба. Учение. Мысли: Интеллект. энцикл. справочн.: Учеб. пособие. — Симферополь; Запорожье: Нарус-М, 2000. — Т. II. — С. 319—332.
- Толанд Дж. // Философский словарь логики, психологии, этики, эстетики и истории философии / Под ред. Э. Л. Радлова. — СПб.: Брокгауз-Ефрон, 1911. — С. 253.
- Толанд Дж. // Философский энциклопедический словарь. — М.: Сов. энцикл., 1983. — С. 688—689.
- Тымянский Г. Джон Толанд // Под знаменем марксизма. — 1924. — № 10/11. — С. 32—55.
- Тысячина А. Д., Побединская О. Н. Английское Просвещение: Мандевиль, Дж. Толанд, И. Бентам // Этика: [Учеб. пособие] / Ред.: Б. Н. Бессонов. — М.: Моск. гор. пед. ун-т, 2015. — С. 97—101.
- Удодова Т. А. Атеистическая направленность философских взглядов Джона Толанда: Автореф. дис. ... к. филос. н. — Иркутск: Иркут. гос. ун-т, 1973. — 19 с.
- Удодова Т. А. Взгляды Джона Толанда на пространство и время // Уч. зап. / Кемеров. пед. ин-т. — Кемерово, 1972. — Вып. 29. — С. 111 — 121.
- Удодова Т. А. Джон Толанд и просветители XVIII века // Проблемы философии и научного коммунизма. — Красноярск, 1971. — Вып. 8. — С. 69—79.
- Удодова Т. А. Свободомыслие Джона Толанда // Проблемы философии и научного коммунизма. — Красноярск, 1971. — Вып. 6. — С. 3—17.
- Щеглов А. Материализм Джона Толанда // Под знаменем марксизма. — 1938. — № 10. — С. 136—157.
- Яковлев В. В. Идеи Дж. Толанда о чудесах // Вестн. / Краснояр. гос. пед. ун-та. — 2014. — № 4 (30). — С. 203—208.
- Яковлев В. В. Проблематика чудесного в сочинениях английских философов раннего Нового времени // Философия. Толерантность. Глобализация. Восток и Запад — диалог мировоззрений: Тез. докл. VII рос. филос. конгр., (г. Уфа, 6—10 окт.
- 2015 г.). — Уфа, 2015. — Т. II. — С. 32—33.
- Яковлев В. В. Религиозно-философские и материалистические воззрения Т. Гоббса, Дж. Локка и Дж. Толанда на страницах советского журнала «Научные доклады высшей школы. Философские науки» // Вестн. / Челяб. гос. ун-та. — 2016. — № 5 (387). — Вып. 40. — С. 101—-112.
- Яковлев В. В. Русскоязычные публикации сочинений Т. Гоббса, Дж. Локка, Дж. Толанда и Д. Юма: (В контексте их идей о чудесах и материалов отеч. исследований) // Ист., филос., полит. и юрид. науки, культурология и искусствоведение: Вопр. теории и практики. — 2015. — № 11-3 (61). — С. 213—217.
- Ярмолицкая Н. В. Идеи свободомыслия в творчестве Дж. Локка, Дж. Толанда и А. Коллинза и их влияние на развитие духовной культуры // Гуманітарні студії. — 2015. — № 26. — С. 105—113. — На укр. яз.
- Champion, John. Republican Learning: John Toland and the Crisis of Christian Culture, 1696—1722. — Manchester: Manchester University Press, 2003. — ISBN 9780719057144
- Fouke, Daniel C. Philosophy and Theology in a Burlesque Mode: John Toland and the Way of Paradox. — New York: Prometheus Books, 2008.
- Giuntini C. Panteismo e ideologia repubblicana: John Toland, Il Mulino. — Bologna, 1979.
- Blanchet, Régis. John Toland (1670—1722). Un des modernes. Éditions du Prieuré, 1996. — 312 p.
- Lantoine, Albert. Un précurseur de la franc-maçonnerie. John Toland (1670—1722)... Paris: Nourry, 1927.
- Lonfrida M. La filosofia di John Toland. — Milano, 1983.